# シクロドデカヘキサエン
シクロドデカヘキサエン(Cyclododecahexaene)または[12]アヌレン([12]annulene)は、化学式C12H12のアヌレンの1つであり、その芳香族性に関して興味が持たれている。
シクロドデカヘキサエンは平面ではないため、反芳香族性であるが、一方、14電子のジアニオンは、ヒュッケル則により芳香族性を持ち、より安定である。
in silico実験では、tri-trans異性体が最も安定であり、次に1,7-ditrans異性体とall cis異性体(+1 kcal/mol)、1,5-ditrans異性体(+5 kcal/mol)と続く。
sym-tri-trans配置を持つ最初のアヌレンは、1970年に三環式前駆体から低温での光分解により合成された。化合物を加熱すると、二環式の[6,4,0]異性体に再配置する。化合物を低温で還元すると、ジアニオンをプロトン核磁気共鳴で分析することが可能となり、内部のプロトンがテトラメチルシランに対して- 4.5 ppmで共鳴し、反磁性環電流の証拠となる。
研究では、1,7-ditrans異性体は、低温のテトラヒドロフラン中、ヘキサブロモシクロドデカンとカリウム tert-ブトキシドの脱ハロゲン化水素で生成した。この化合物の金属セシウムによる低温還元では、最初にラジカルアニオンを生じ、後にジアニオンになる。この化合物の内部プロトンの化学シフトは、+0.2 ppmで、tri-trans異性体よりもずっと小さい。
ラジカルイオン溶液を室温まで加熱すると、脱水素し、ヘプタレンのラジカルアニオンを形成する。